# Jesús Rosas Marcano
Jesús Rosas Marcano (La Asunción, Venezuela, 5 de enero de 1930-Caracas, 7 de mayo de 2001) fue un educador venezolano, periodista, profesor universitario, poeta y compositor de canciones populares interpretadas por el grupo Un Solo Pueblo, como «Botaste la bola» y «Negro como yo».

## Trayectoria
En 1945, se graduó como maestro de escuela en el Instituto Miguel Antonio Caro. Comenzó su carrera en la Escuela Rural Caurimare en el este de Caracas. Más tarde, estudió periodismo en la Universidad Central de Venezuela (UCV), luego realiza el postgrado sobre Educación en la Universidad de la Sorbona de París. Desde su regreso a finales de 1950, comienza a trabajar como profesor e investigador en su alma mater (UCV), donde la Sala de profesores de la Escuela de Comunicación Social hoy lleva su nombre. Trabajó como reportero para el diario Últimas Noticias, dirigido por Oscar Yanes. Comenzó a escribir versos humorísticos bajo el seudónimo de Ross Mar.  Durante veinte años, Rosas Marcano se dedicó a sus columnas llamadas Capilla Ardiente y Espuma de los Días, ambas en el diario El Nacional, con el pseudónimo Cirio.
En los años ochenta comienza con la columna Veinte Líneas en El Diario de Caracas. Además, fue columnista del semanario Quinto Día en 1998. Para el año de 1999, fue invitado a colaborar en Así es la Noticia, donde volvió con su columna Capilla Ardiente. En el periódico El Sol de Margarita, escribió una página de humor semanal bajo el nombre de Pata e'Cabra, lo que le permitió participar en el periódico humorístico El Camaleón.  
Entre las obras en su carrera como poeta se pueden mencionar: «Proclama de la espiga" (1958), «Cotiledón, Cotiledón, la vida» (1965), «Manso vidrio del aire» (1968), «Así en la tierra como en el cielo» (1976), entre otras. 
En su labor como docente, trabajó en publicaciones dedicadas a los niños: Tricolor, La ventana mágica y Onza, Tigre y León. Fue Presidente de la Asociación Venezolana de Literatura Infantil y Juvenil (AVELIJ).
Jesús Rosas Marcano, siempre como comunicador, mantuvo gran preocupación por el periodismo infantil y juvenil. En ese sentido, a finales de la década de los años 80 y comienzos de los 90 (siglo XX) aparece en el diario El Nacional, de Caracas, Venezuela, un suplemento dedicado a los jóvenes lectores llamado La pájara pinta, elaborado y dirigido por él, que tuvo gran éxito entre sus lectores.
La fundación Jesús Rosas Marcano se ha encargado de mantener vivo su legado.

## Premios y reconocimientos
- Premio Nacional de Periodismo, varias nominaciones
- Premio Municipal de Periodismo
- Sus méritos y legados han sido reconocidos, al asignarse su nombre a promociones universitarias (UCV, UNIMAR), salas en universidades y bibliotecas, calles, unidades educativas, grupos de teatro, premios de periodismo, eventos.

## Obra

### Poesía
- Proclama de la espiga. Caracas, Editorial Fantasías Gráficas, 1958.

- Pompas y alegrías:  sonetos humorísticos, 1956-1958. Caracas, Arte, 1961.
- Cotiledón, cotiledón la vida… 1965

- A media mar. Caracas, Escuela Normal Miguel Antonio Caro, 1965.

- La ciudad,1968
- Manso vidrio del aire, Caracas, INCIBA, 1968.
- Clavel de muerto y otros claveles, Caracas, INCIBA, 1968.
- Así en la tierra como en el cielo, 1976.
- El agua cotidiana, 1981.
- El mago del cuento, Fredy Reyna y Jesús Rosas Marcano. Caracas, Indulac,1988. ISBN 9803002082
- Siempre amanecer, 1998.

### Investigaciones
- La prensa nacional y las elecciones generales de 1958. Caracas, Instituto Venezolano de Investigaciones de Prensa, Facultad de Humanidades y Educación, Universidad Central de Venezuela, 1961

- El terremoto del Jueves Santo : reportaje entre papeles. Caracas, Instituto Venezolano de Investigaciones de Prensa, Facultad de Humanidades y Educación, Universidad Central de Venezuela, 1962.
- El Times de Londres y la expedición de Miranda a Venezuela, 1806 : materiales de investigación y consideraciones sobre la prensa inglesa de la época / [recopilación de] Jesús Rosas Marcano ; introducción, traducción y notas de José Nucete Sardi. Caracas : Instituto Venezolano de Investigaciones de Prensa, Facultad de Humanidades y Educación, Universidad Central de Venezuela, 1964.
- La Independencia de Venezuela y los periódicos de París, 1808-1825. Caracas, Consejo de Desarrollo Científico y Humanístico, CDCH, y del Instituto de Investigaciones de Prensa, Universidad Central de Venezuela, 1964.
- El periodismo escolar : objeto y métodos, París, 1971
- La Revolución socialista de octubre en la prensa venezolana de la época, Jesús Rosas Marcano, José Antonio Rodríguez, Franco Urbani, coordinadores. Caracas, Centauro; Colegio Nacional de Periodistas, 1980.

### Letras de canciones
Autor de las letras de canciones que forman parte del acervo de la música popular venezolana:
- Córrela, córrela (Jesús Rosas Marcano/Comp. Un Solo Pueblo)
- Con la mano en el moño (Jesús Rojas Marcano/Enrique Tovar)
- El Cocuy Que Alumbra (Jesús Rosas Marcano/Comp. Un Solo Pueblo)
- El Hacha (Jesús Rosas Marcano/Comp. Francisco Pacheco)
- María Paleta (Jesús Rosas Marcano/Comp. Un Solo Pueblo)
- Guiria canta (Jesús Rosas Marcano/José Aguilera)
- El Hojal (Jesús Rosas Marcano/Comp. Francisco Pacheco)
- El Pregón (Jesús Rosas Marcano/Comp. Francisco Pacheco)
- El Niño se alumbra (Jesús Rosas Marcano/Comp. Un Solo Pueblo)
- Viva Venezuela (Jesús Rosas Marcano/Mitiliano Díaz)
- La Matica (Jesús Rosas Marcano/Comp. Un Solo Pueblo)
- La Burra (Jesús Rosas Marcano/Comp. Un Solo Pueblo)
- Venezuela Un Solo Pueblo (Jesús Rosas Marcano/Hugo Blanco)
- Seguimos siendo lo mismo (Jesús Rosas Marcano/Francisco Pacheco)
- La tierra me llama (Jesús Rosas Marcano/Francisco Pacheco)
- El gallo pinto (Jesús Rosas Marcano/Comp. Jerónima Escobar)
- Un Negro como yo (Jesús Rosas Marcano/Francisco Pacheco)
- Botaste la bola (Jesús Rosas Marcano/Comp. Francisco Pacheco)